# Sisymbrium
Sisymbrium of raket is een geslacht uit de kruisbloemenfamilie (Brassicaceae). De meeste soorten komen voor in de gematigde delen van Eurazië en Noord-Amerika, maar enkele soorten komen voor in (sub)tropische gebergten.

## Enkele soorten
- Sisymbrium altissimum (Hongaarse raket)
- Sisymbrium austriacum susp. chrysanthum (Maasraket)
- Sisymbrium crassifolium
- Sisymbrium irio (Brede raket)
- Sisymbrium loeselii (Spiesraket)
- Sisymbrium officinale (Gewone raket)
- Sisymbrium orientale (Oosterse raket)
- Sisymbrium strictissimum
- Sisymbrium supinum (Liggende raket)
- Sisymbrium turczaninowii
- Sisymbrium volgense

... · 
S. altissimum (Hongaarse raket) · 
S. austriacum · 
S. austriacum subsp. chrysanthum (Maasraket) · 
S. crassifolium · 
Sisymbrium irio (Brede raket) · 
S. loeselii (Spiesraket) · 
S. officinale (Gewone raket) · 
S. orientale (Oosterse raket) · 
S. strictissimum · 
S. supinum (Liggende raket) · 
S. turczaninowii · 
S. volgense · 
...
... · 
Alliaria · 
Alyssum (Schildzaad) · 
Arabidopsis · 
Arabis (Scheefkelk) · 
Armoracia · 
Aubrieta · 
Barbarea (Barbarakruid) · 
Berteroa · 
Brassica (Kool) · 
Braya · 
Bunias (Hardvrucht) · 
Cakile · 
Calepina · 
Camelina · 
Capsella (Herderstasje) · 
Cardamine (Veldkers) · 
Cochlearia (Lepelblad) · 
Coincya · 
Conringia · 
Coronopus (Varkenskers) · 
Crambe (Bolletjeskool) · 
Descurainia · 
Diplotaxis (Zandkool) · 
Draba · 
Erophila · 
Eruca · 
Erucastrum · 
Eutrema  · 
Erysimum (Steenraket) · 
Heliophila · 
Hesperis · 
Hirschfeldia · 
Hormathophilla · 
Hornungia · 
Iberis (Scheefbloem) · 
Isatis · 
Lepidium (Kruidkers) · 
Lobularia · 
Lunaria (Judaspenning) · 
Malcolmia · 
Matthiola · 
Neslia · 
Physaria · 
Pringlea · 
Ptilotrichum · 
Raphanus (Radijs) · 
Rapistrum · 
Rorippa (Waterkers) · 
Schouwia · 
Selenia · 
Sinapidendron · 
Sinapis · 
Sisymbrium (Raket) · 
Subularia · 
Teesdalia · 
Thlaspi (Boerenkers) · 
...